# Mike Marriott

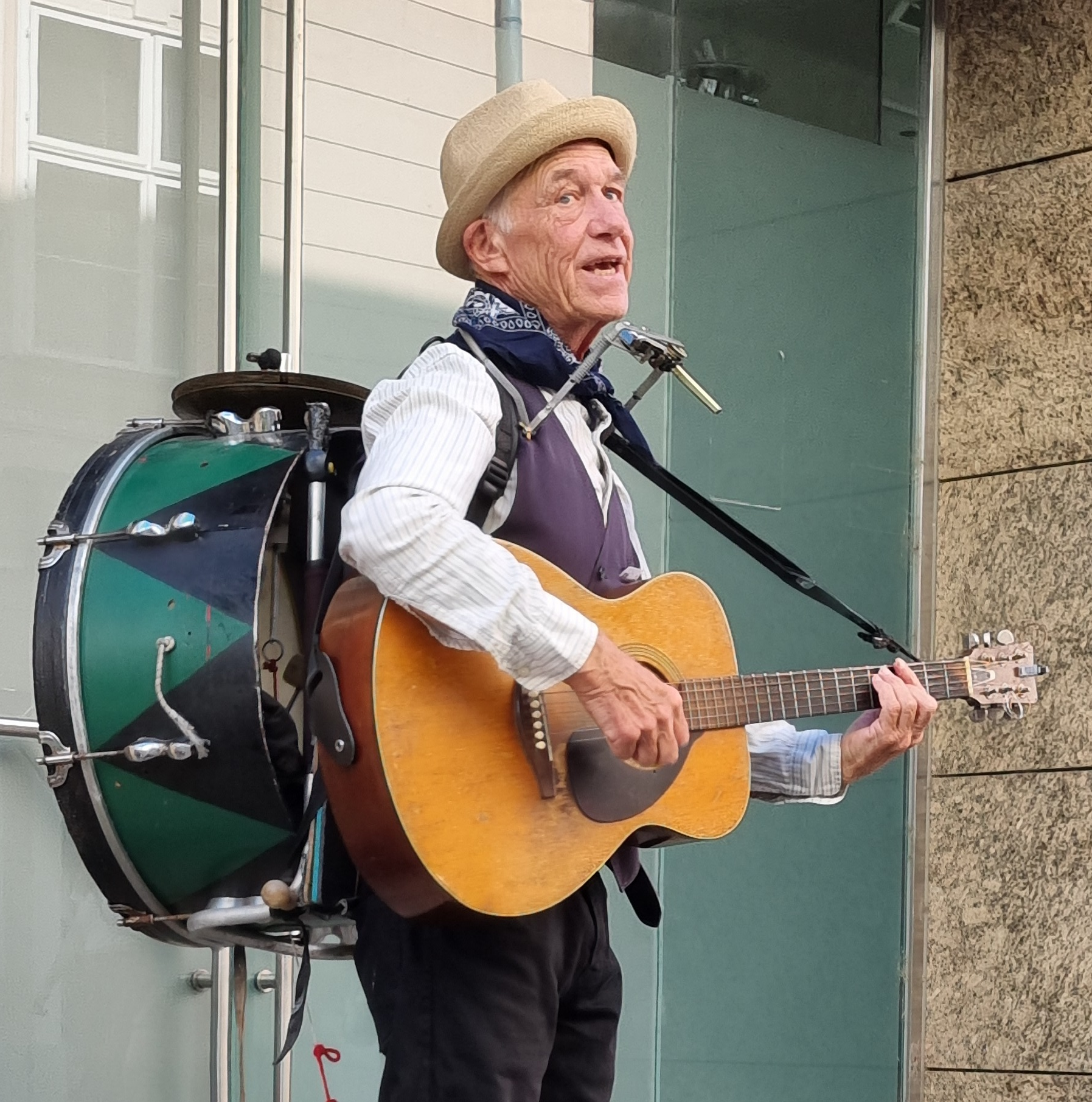
Mike Marriott als One-Man-Band in Krems an der Donau (2021)

Mike Marriott (* 5. August 1949 in der Grafschaft Essex, England) ist ein englischer Folkmusiker und Singer-Songwriter.
Bekannt wurde er auch durch Auftritte als Ein-Mann-Orchester, bei denen er gleichzeitig bis zu acht Musikinstrumente spielt. Unter anderem trägt er eine Bass Drum auf dem Rücken. Er tritt auf Konzerten und in Clubs auf, unter anderem spielte er beim Pflasterspektakel in Linz.
Mike Marriott war einer der ersten Musiker, der selbstproduzierte Langspielplatten auf den Markt brachte.

## Diskografie
- Country Blues (Tonkassette)
- Folk Hero (LP)
- Buskin (LP)
- In Person (CD,  1999)

Außerdem wurden Songs auf mehreren Kompilationen veröffentlicht.